# Peloponnesos universitet
Peloponnesos universitet är ett universitet i Grekland.   Det ligger i prefekturen Arkadien och regionen Peloponnesos, i den södra delen av landet, 130 km väster om huvudstaden Aten.